# Gisulf I de Salerno
Gisulf I (de asemenea, Gisulph, Gisolf, Gisulfo, Gisolfo, Gisulphus sau Gisulfus) (n. mai 930 – d. noiembrie sau decembrie 977) a fost principe longobard de Salerno din 952 până la moarte.
Gisulf era fiul mai vârstnic al principelui Guaimar II cu soția sa, Gaitelgrima. El a fost asociat la domnie de către tatăl său din 943 și a succedat la moartea acestuia din 952. Gisulf a adoptat titlul de Langobardorum gentis princeps: "principe al poporului longobarzilor". Inițial, s-a aflat sub regența mamei sale și a lui Priscus, trezorier (comes tesaurarium) și comite al palatului (magister palatii).
În 946, el a fost atacat de o alianță formată din principele Landulf al II-lea "cel Roșu" de Benevento și ducele Ioan al III-lea de Neapole, însă aliatul său, Mastalus I de Amalfi, i-a venit în ajutor și a surprins într-o ambuscadă trupele lui Landulf, la La Cava. În anul următor, Gisulf s-a aliat cu Landulf și a asediat orașul Nola din Ducatul de Neapole. În octombrie 953, el a emis o diplomă prin care erau favorizați episcopii de Napoli, însă politica diplomatică lipsită de scrupule a vecinilor săi se pare că nu i-a fost favorabilă. În orice caz, cândva în jurul anului 955, el a fost numit patrikios de către Marianus Argyrus, strategos-ul bizantin de Bari. În toamna lui 966, papa Ioan al XIII-lea a condus o puternică armată formată din latini, toscani și spoletani împotriva principelui Landulf al III-lea de Benevento și a fratelui acestuia, Pandulf Cap de Fier, însă Gisulf a intervenit în sprijinul acestora, în cele din urmă neangajându-se nicio bătălie. Papa și Gisulf au încheiat un tratat la Terracina.
În 973, Gisulf a fost depus și înlocuit din funcție de către Landulf de Conza și fiii acestuia, care se bucurau de susținerea ducelui Marin al II-lea de Neapole și a ducelui Manso I de Amalfi. Însă vecinul său, Pandulf "Cap de Fier", concomitent principe de Benevento și de Capua, l-a restaurat pe Gisulf, cu condiția de a-i deveni vasal.
Deși a fost căsătorit cu Gemma, Gisulf a murit fără a avea urmași la sfârșitul anului 977 (sau poate în 978), Salerno fiind moștenit de către Pandulf "Cap de Fier".